# Genista tenera
Genista tenera är en ärtväxtart som först beskrevs av Johan Andreas Murray, och fick sitt nu gällande namn av Carl Ernst Otto Kuntze. Genista tenera ingår i släktet ginster, och familjen ärtväxter. IUCN kategoriserar arten globalt som livskraftig. Inga underarter finns listade i Catalogue of Life.

## Bildgalleri

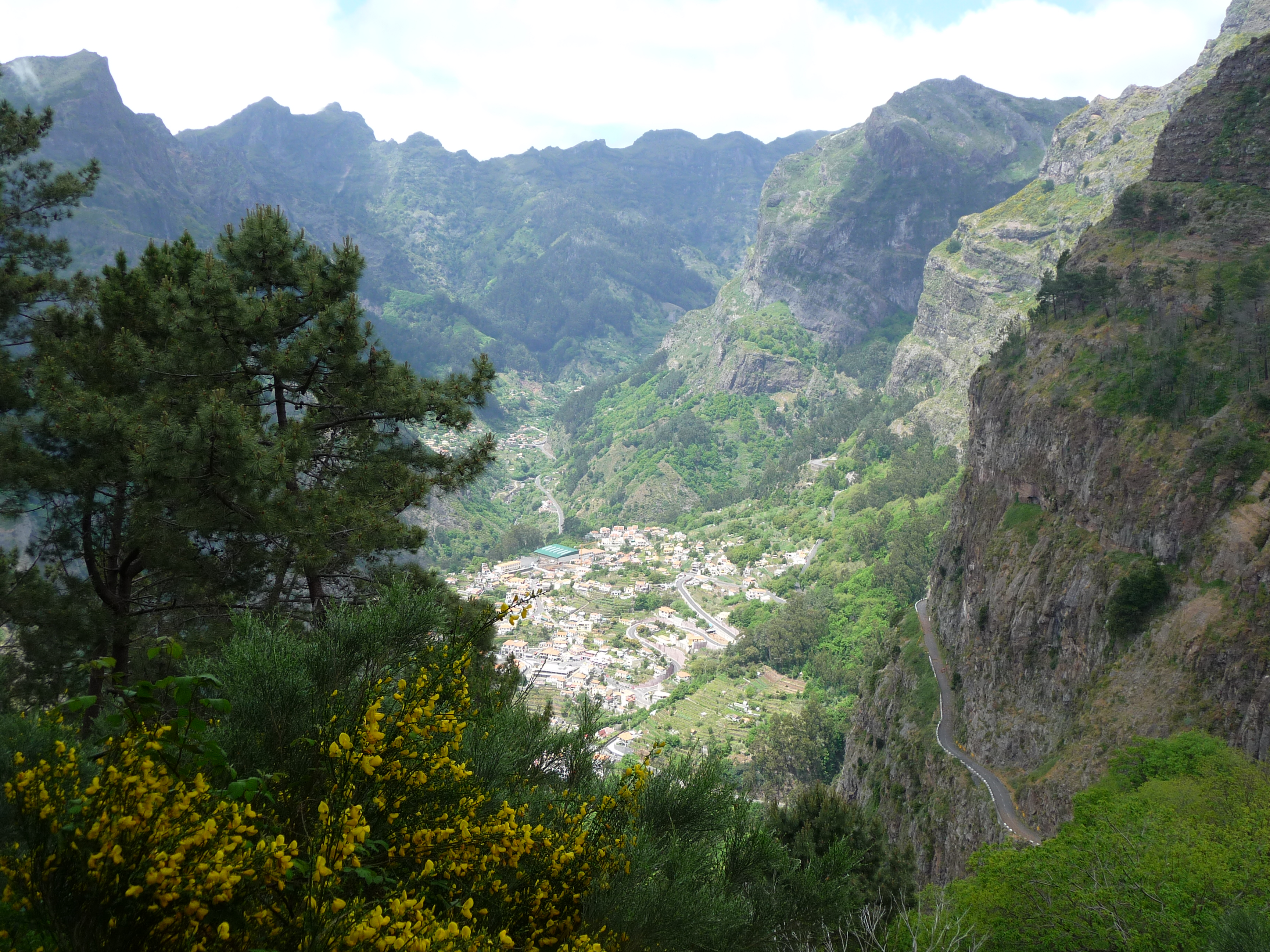